# Tricoryna rangiferina
Tricoryna rangiferina är en stekelart som beskrevs av John M. Heraty 2002. Tricoryna rangiferina ingår i släktet Tricoryna och familjen Eucharitidae. Inga underarter finns listade i Catalogue of Life.